# Jean-Pierre Rampal
Jean-Pierre Louis Rampal, född 7 januari 1922 i Marseille, död 20 maj 2000 i Paris, var en fransk flöjtist.

## Biografi
Rampal räknades till världseliten på sitt instrument och gjorde talrika turnéer. Han var också en eftersökt pedagog.

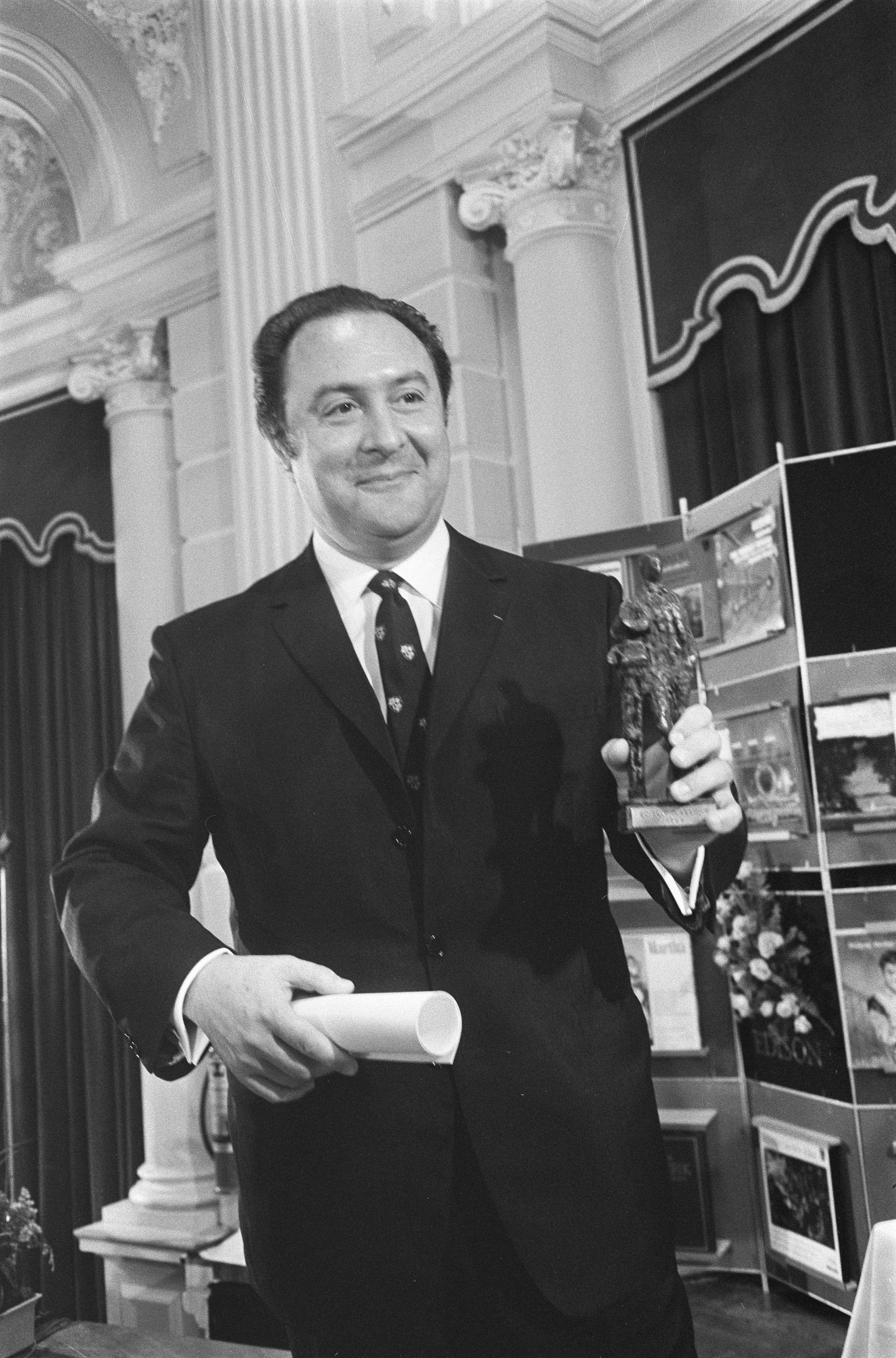
Jean-Pierre Rampal i Amsterdam 1969.
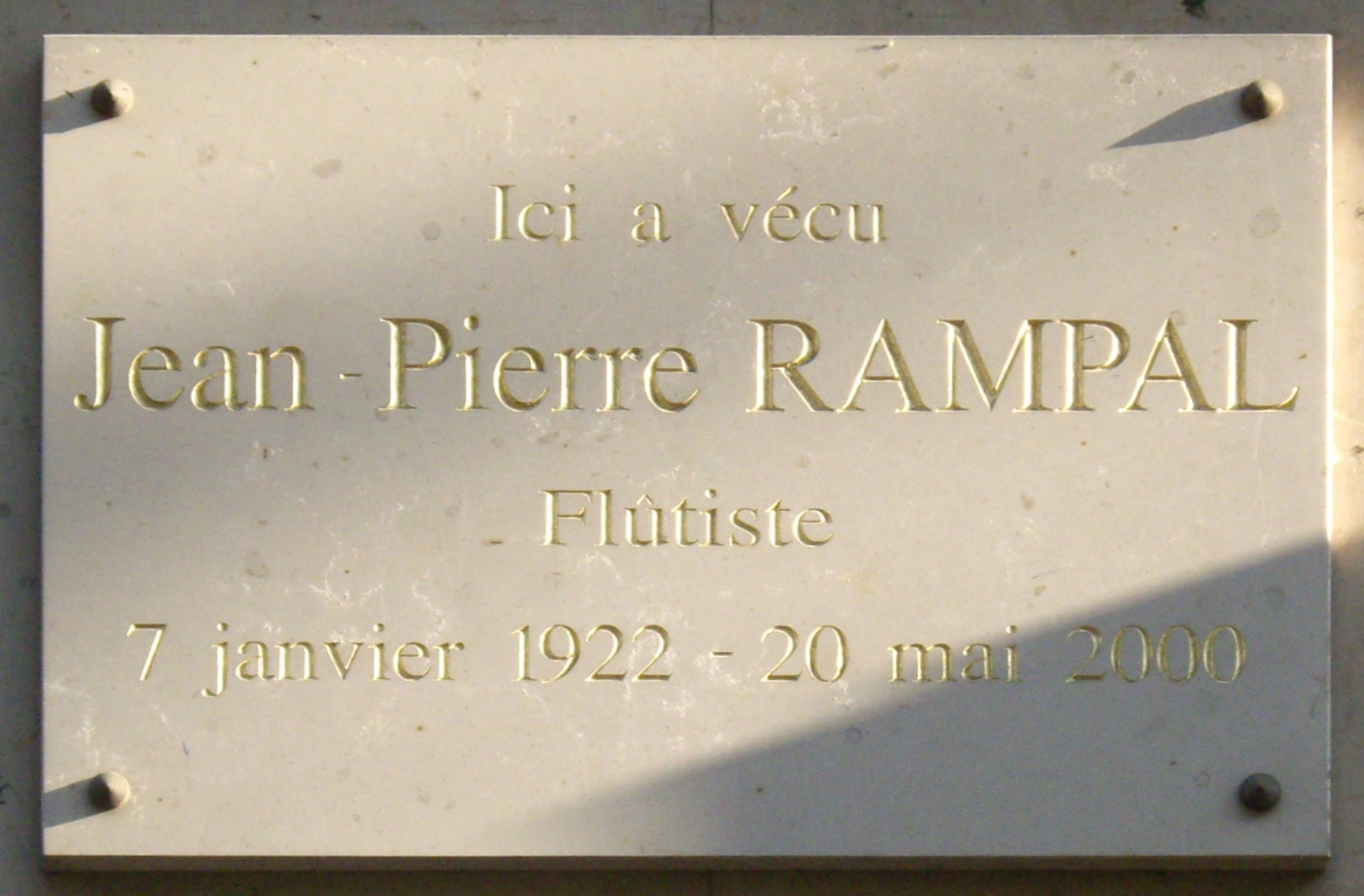
Minnesplatta på Avenue Mozart nr 15 i Paris där Rampal bodde.

## Fotnoter
1. 1 2  Encyclopædia Britannica, Encyclopædia Britannica Online-ID: biography/Jean-Pierre-Rampaltopic/Britannica-Online, läst: 9 oktober 2017.[källa från Wikidata]
2. 1 2  SNAC, SNAC Ark-ID: w6cj8g2g, läs online, läst: 9 oktober 2017.[källa från Wikidata]
3. 1 2  Find a Grave, Find A Grave-ID: 21577, läs online, läst: 9 oktober 2017.[källa från Wikidata]